# Балка Горнівка
Балка Горнівка — балка (річка) в Україні у Звенигородському районі Черкаської області. Права притока річки Попівки (басейн Південного Бугу).

## Опис
Довжина балки приблизно 12,33 км, найкоротша відстань між витоком і гирлом — 8,73  км, коефіцієнт звивистості річки — 1,41 . Формується декількома струмками та загатами. На деяких ділянках балка пересихає.

## Розташування
Бере початок на північно-східній стороні від села Кобринове. Тече переважно на північний схід через село Гусакове і у селі Вільховець впадає у річку Попівку, праву притоку річки Гнилого Тікичу.

## Цікаві факти
- У селі Гусакове балку перетинає автошлях Н16[2] (автомобільний шлях національного значення на території України, Золотоноша — Черкаси — Сміла — Умань. Проходить територією Черкаської області, з'єднуючи усі її чотири районних центри.).
- На балці існують природні джерела, газгольдер та декілька газових свердловин[1], а у XIX столітті — скотний двір[3].